# New York City Marathon 1988
De New York City Marathon 1988 werd gelopen op zondag 6 november 1988. Het was de negentiende editie van deze marathon.
De Welshman Steve Jones kwam bij de mannen als eerste over de streep in 2:08.20. De Noorse Grete Waitz won voor de negende maal in elf jaar tijd bij de vrouwen. Ditmaal deed zij er 2:28.07 over.
In totaal finishten 22.405 marathonlopers de wedstrijd, waarvan 18.431 mannen en 3974 vrouwen.

## Uitslagen

### Mannen
| rang   | naam                  | land | tijd    |
| ------ | --------------------- | ---- | ------- |
| Goud   | Steve Jones           | WAL  | 2:08.20 |
| Zilver | Salvatore Bettiol     | ITA  | 2:11.41 |
| Brons  | John Treacy           | IRL  | 2:13.18 |
| 4      | Gidamis Shahanga      | TAN  | 2:13.50 |
| 5      | Juan-Carlos Montero   | ESP  | 2:14.00 |
| 6      | Nikolay Tabak         | URS  | 2:14.06 |
| 7      | Kazuyoshi Kudo        | JPN  | 2:14.14 |
| 8      | Marcus Nenow          | USA  | 2:14.21 |
| 9      | Dereje Nedi           | ETH  | 2:14.27 |
| 10     | Rustam Shagiev        | URS  | 2:14.34 |
| 11     | Pierre Levisse        | FRA  | 2:14.38 |
| 12     | Wodajo Bulti          | ETH  | 2:14.43 |
| 13     | Salvatore Nicosia     | ITA  | 2:14.58 |
| 14     | Geoffrey Wightman     | SCO  | 2:15.40 |
| 15     | John Vermeule         | NED  | 2:15.54 |
| 16     | Ryszard Marczak       | POL  | 2:15.54 |
| 17     | Antoni Niemczak       | POL  | 2:15.54 |
| 18     | Yuri Porotov          | URS  | 2:15.56 |
| 19     | Metaferia Zeleke      | ETH  | 2:16.14 |
| 20     | Carlo Terzer          | ITA  | 2:17.40 |
| 21     | David Gordon          | USA  | 2:18.16 |
| 22     | Juan Francisco Romera | ESP  | 2:19.05 |
| 23     | Peter Brett           | AUS  | 2:19.54 |
| 24     | Hakan Börjesson       | SWE  | 2:19.56 |
| 25     | Nivaldo Filho         | BRA  | 2:20.43 |

### Vrouwen
| rang   | naam                 | land | tijd    |
| ------ | -------------------- | ---- | ------- |
| Goud   | Grete Waitz          | NOR  | 2:28.07 |
| Zilver | Laura Fogli          | ITA  | 2:31.26 |
| Brons  | Joan Samuelson       | USA  | 2:32.40 |
| 4      | Karolina Szabó       | HUN  | 2:36.40 |
| 5      | Kerstin Pressler     | GER  | 2:37.35 |
| 6      | Alevtina Naumova     | URS  | 2:37.59 |
| 7      | Graziella Striuli    | ITA  | 2:39.32 |
| 8      | Hazel Stewart        | NZL  | 2:40.26 |
| 9      | Bente Moe            | NOR  | 2:40.41 |
| 10     | Tove Lorentzen       | DEN  | 2:41.07 |
| 11     | Ludmila Melicherova  | TCH  | 2:41.43 |
| 12     | Agnes Sipka          | HUN  | 2:42.03 |
| 13     | Gillian Horovitz     | ENG  | 2:42.18 |
| 14     | Ritva Lemettinen     | FIN  | 2:42.19 |
| 15     | Irina Petrova        | URS  | 2:42.20 |
| 16     | Czeslawa Mentlewicz  | POL  | 2:42.38 |
| 17     | Gillian Beschloss    | ENG  | 2:43.10 |
| 18     | Ewa Szydlowska       | POL  | 2:44.47 |
| 19     | Marie Boyd           | USA  | 2:45.20 |
| 20     | Gail Scott           | USA  | 2:47.33 |
| 21     | Marjaana Lahti-Koski | FIN  | 2:50.22 |
| 22     | Stephanie Kessler    | USA  | 2:52.07 |
| 23     | Mary Downey          | USA  | 2:52.21 |
| 24     | Dagmar Knudsen       | GER  | 2:53.12 |
| 25     | Julie Foster         | USA  | 2:53.13 |

1970 ·
1971 ·
1972 ·
1973 ·
1974 ·
1975 ·
1976 ·
1977 ·
1978 ·
1979 ·
1980 ·
1981 ·
1982 ·
1983 ·
1984 ·
1985 ·
1986 ·
1987 ·
1988 ·
1989 ·
1990 ·
1991 ·
1992 ·
1993 ·
1994 ·
1995 ·
1996 ·
1997 ·
1998 ·
1999 ·
2000 ·
2001 ·
2002 ·
2003 ·
2004 ·
2005 ·
2006 ·
2007 ·
2008 ·
2009 ·
2010 ·
2011 ·
2012 · 
2013 ·
2014 ·
2015 ·
2016 ·
2017 ·
2018 ·
2019 ·
2020 · 
2021 ·
2022 ·
2023 ·
2024